# CBF Toezicht op goeddoen
Het CBF is een onafhankelijke stichting die toezicht houdt op de inzameling van geld voor goede doelen.
Het CBF houdt onofficieel (via zelfregulering) toezicht op goede doelen die zich vrijwillig laten toetsen. Dit toezicht vindt plaats op basis van normen opgesteld door de Commissie Normstelling.
Het CBF werd opgericht in 1925 door de Armenraden en charitatieve organisaties om toezicht te houden op de geldwerving aan de deur en op straat. Het begon als loket voor vragen over goede doelen. Vanaf 1997 verstrekt de stichting een keurmerk voor goede doelen. 
Tot 2022 heette de stichting Centraal Bureau Fondsenwerving.

## Statutair doel
Het statutaire doel van het CBF is het bevorderen dat in Nederland de werving en besteding van fondsen op verantwoorde wijze plaatsvindt. Hieronder vallen ook de gelden die zijn verkregen van loterijen. Dit doet het CBF zowel in het belang van het publiek als in het belang van de goede doelen.

## Taken
In de charitatieve sector is, wat betreft extern toezicht op fondsenwervende instellingen, sprake van onafhankelijke zelfregulering. Dit betekent dat de overheid geen regels stelt, maar wel ondersteunt dat het CBF zijn werkzaamheden kan uitvoeren. Het CBF heeft zichzelf hierin de volgende taken voorgelegd:   

### Het verrichten van beoordelingen van goededoelenorganisaties
Het CBF wordt beschouwd als een kwaliteitskeurmerk voor goededoelenorganisaties die structureel een beroep doen op de vrijgevigheid van het publiek. Het CBF-Keur voor goede doelen, dat in 1995 werd geïntroduceerd, heeft vooral de belangstelling van grote landelijk werkzame organisaties. Goede doelen kunnen ervoor kiezen om door het CBF te worden beoordeeld volgens strenge criteria. Daarnaast verzamelt en verwerkt het CBF onafhankelijk gegevens over goede doelen. Deze informatie wordt gepubliceerd op de website en in de jaarlijkse publicaties van het CBF.  

### Het bewaken van een verantwoorde fondsenwerving
Het CBF stelt het landelijk collecterooster vast en adviseert gemeenten bij het verlenen van vergunningen voor geld- en kledinginzameling. Klachten over goede doelen worden, voor zover het CBF daartoe in staat is, behandeld. 

### Het verstrekken van informatie en advies aan het publiek
Het CBF verstrekt informatie en advies aan het publiek via verschillende kanalen, waaronder de website met uitgebreide informatie en beoordelingen van goede doelen, jaarlijkse publicaties en directe adviesdiensten via telefoon en e-mail. Ook maakt het CBF gebruik van sociale media en nieuwsbrieven om actuele informatie en tips te verstrekken. Deze aanpak zorgt ervoor dat het publiek goed geïnformeerd is en weloverwogen donatiebeslissingen kan nemen. 

## Verslag Fondsenwerving
Filantropie en goede doelen worden beschouwd als een wezenlijk onderdeel van de Nederlandse samenleving. Het CBF publiceert jaarlijks het "Verslag Fondsenwerving". Over 2009 registreerde het CBF in totaal 3,6 miljard aan inkomsten bij goededoelenorganisaties. In dit onderzoek komt al jarenlang Urk als gulste gemeente van Nederland naar voren. In 2008 werd per Urker huishouden gemiddeld 52,64 euro uitgegeven aan goede doelen. Dit in contrast met Amsterdam, waar de donaties per huishouden dat jaar bleven steken op 0,59 euro.

## Keurmerk en erkenningsregeling
Vanaf 1996 gaf het CBF een keurmerk voor fondsenwervende instellingen af: het CBF-Keur voor goede doelen. Vanaf 2009 kwam daar het CBF-Certificaat voor kleine goede doelen bij. Beide beoordelingen zijn drie jaar geldig. Jaarlijks wordt nagegaan of nog steeds aan de regels wordt voldaan. 
Vanaf 2016 werd het keurmerk van het CBF De Erkenning genoemd. In 2018 lanceerde het CBF het Erkenningspaspoort. In het Erkenningspaspoort van een organisatie staat informatie over wat zij doen, wat ze willen oplossen, waar ze trots op zijn, wat zij willen bereiken, hoe zij hun doel bereiken en hoe zij aan hun geld komen. In 2024 zijn er meer dan 700 organisaties erkend door het CBF. 

## Goede Doelen Index (GDI)
Op 16 juni 2023 lanceerden het Centraal Bureau Fondsenwerving (CBF) en de Radboud Universiteit Nijmegen de Goede Doelen Index (GDI). Deze index biedt een gedetailleerd overzicht van de prestaties van ongeveer duizend goede doelen, met de nadruk op twee hoofddimensies: maatschappelijke waarde en financiële gezondheid.
De GDI is opgebouwd uit vijf sub-dimensies en dertien indicatoren. De financiële gezondheid van goede doelen wordt geëvalueerd aan de hand van gegevens uit jaarverslagen. De maatschappelijke waarde wordt ook in cijfers uitgedrukt, maar deze blijkt moeilijker te kwantificeren.
Het doel van de GDI is om transparantie te bevorderen en inzicht te geven in de bijdrage van goede doelen aan de samenleving. Het volledige rapport is beschikbaar op de website van het CBF.

## Kritiek

### Gebrek aan toezicht op fondsenwerving
Uit onderzoek van Follow The Money in 2022 blijkt dat het gemiddeld anderhalf jaar aan donaties kost om een donateur op straat te werven voor een goed doel. Om lange termijn donateurs te vinden en fondsen te werven schakelen veel grote goede doelen commerciele bureaus in. Uit onderzoek van Eenvandaag is gebleken dat deze bureaus tientallen miljoenen hebben verdiend met deze activiteiten en zij stellen dat het CBF hier geen adequaat toezicht op houdt. Het CBF stelt dat het geld kost om fondsen te werven en dat deze kosten acceptabel zijn.

### Geen toezicht op beleggingen van goede doelen op aandelenmarkt
In 2022 is er 250 miljoen euro aan donatiegelden verloren door goede doelen op aandeelbeurzen. Ondanks deze verliezen stelt het CBF dat het niet investeren van geld beschouwd kan worden als onverantwoord omgaan met donatiegelden, omdat dit potentiële groei en rendementen uitsluit. Het CBF benadrukt dat het voor goede doelen essentieel is om verantwoord met geld om te gaan en dat investeren is toegestaan, ondanks de hoge risico's. Het CBF spreekt zich echter niet uit over het fenomeen waarbij goede doelen meer geld ophalen dan strikt noodzakelijk is voor hun doelstellingen. Als goede doelen niet meer ophalen dan noodzakelijk voor hun doelstelling, zouden dergelijke situaties kunnen worden voorkomen, maar deze kwestie wordt door het CBF niet als een probleem aangemerkt. 

### Schijn van onafhankelijkheid
Hoewel het CBF claimt een onafhankelijke stichting te zijn, worden haar activiteiten voor een gedeelte gefinancierd door de organisaties die het CBF keurt. Deze organisaties betalen geld voor de toetsing door het CBF. Met name kleinere fondsen hebben hiertegen bezwaar. Het CBF ontvangt ook bijdragen van gemeenten en het Ministerie van Justitie om toezicht te houden op de sector.

### Kosten van erkenning
Het deelnemen aan het CBF-keurmerk betekent dat de overhead van een goed doel stijgt. De overhead is het bedrag dat aan de organisatie wordt besteed. Per 1 januari 2016 is het CBF overgegaan van het Keurmerk naar de Erkenning. De tariefstructuur is hierbij aangepast, waardoor de Erkenning door het CBF gemakkelijk toegankelijk zou zijn voor kleine organisaties. Sommige organisaties zien een accountantsverklaring echter als een goed alternatief.

### Afschaffing van meerhoofdig bestuur
In februari 2022 is door het CBF het meerhoofdige bestuur afgeschaft. Deze aanpassing stelt Kloeze in staat om zelfstandig besluiten te nemen voor het CBF. Deze wijziging heeft geleid tot discussies over de naleving van dezelfde regels door het CBF als de stichtingen die het beoordeelt, gezien de nieuwe structuur van het bestuur.

### Overige
Het CBF lanceert in 2024 een nieuwe erkenning voor donatieplatformen. Deze erkenning sluit commerciële platformen uit en beïnvloedt hun autonomie en onafhankelijkheid. Dit creëert een oneerlijk speelveld, waarbij commerciële platformen, die een groot deel van de donaties faciliteren, niet mee kunnen doen. Dit kan leiden tot minder keuzevrijheid voor gevers en actievoerders en geeft goede doelen mogelijk te veel invloed op de werking van donatieplatformen.